# Unciaal 061
Unciaal 061 (Gregory-Aland), α 1035 (von Soden), is een van de Bijbelse handschriften. Het dateert uit de 5e eeuw en is geschreven met hoofdletters (uncialen) op perkament.

## Beschrijving
Het bevat de tekst van de Eerste brief van Paulus aan Timoteüs (3,15-16; 4,1-3; 6,2-8). De gehele Codex bestaat uit 2 bladen (14 x 12 cm) en werd geschreven in een kolom per pagina, 19 regels per pagina.

## Tekst
De Codex is een representant van het Byzantijnse tekst-type, Kurt Aland plaatste de codex in Categorie V.

## Geschiedenis
Het handschrift bevindt zich in de Louvre Ms. E 7332) in Parijs.